# Барабой (станція)
Барабо́й — вузлова проміжна залізнична станція 5-го класу Одеської дирекції Одеської залізниці.
Розташована неподалік від села Барабой Одеського району Одеської області і селища Богатирівка на перетині двох ліній Одеса-Застава I — Арциз та Барабой — Овідіополь між зупинними платформами Зоря (2,5 км) та 41 км (3 км).
Станція являє собою роз'їзд на одноколійній лінії.
Станцію було відкрито 1917 року. Електрифікована у складі лінії Одеса — Бугаз 1973 року

## Пасажирське сполучення
На станції Барабой зупиняються:
- приміські електропоїзди[3].
- 4-7 днів на тиждень (залежно від пори року) курсував місцевий потяг Одеса-Головна — Ізмаїл / Березине (скасований з 10 грудня 2017 року)[4].
- нічний швидкий поїзд «Дунай» № 145/146 Київ-Пасажирський — Ізмаїл курсував щоденно з 23 вересня 2016 року через Одесу, Подільськ, Жмеринку та Вінницю, але з 26 березня 2017 року зупинка на станції Барабой скасована[4].